# Réseau express vélo
Pour les articles homonymes, voir REV.
Un réseau express vélo (parfois abrégé en REV ou REVe) est un aménagement cyclable structurant des voies à haut niveau de service. Les REV sont déployés par des collectivités locales souhaitant favoriser la part modale de la bicyclette, en général en milieu urbain. Au tournant des années 2020, la plupart des métropoles françaises ont des projets de cet ordre.

## Objectifs et gouvernance
Les collectivités qui orchestrent ces réseaux visent généralement la réduction de la circulation automobile, pour des raisons environnementales et sanitaires. Elles sont souvent aiguillées par des associations d'usagers qui vont parfois jusqu'à proposer des tracés complets, comme en Île-de-France avec le RER Vélo (depuis renommé Réseau Vélo Île-de-France). Compte tenu de la variété des voiries concernées, différentes collectivités locales doivent se concerter pour permettre les aménagements nécessaires, allant de la commune à l'Etat,.

## Matérialisation

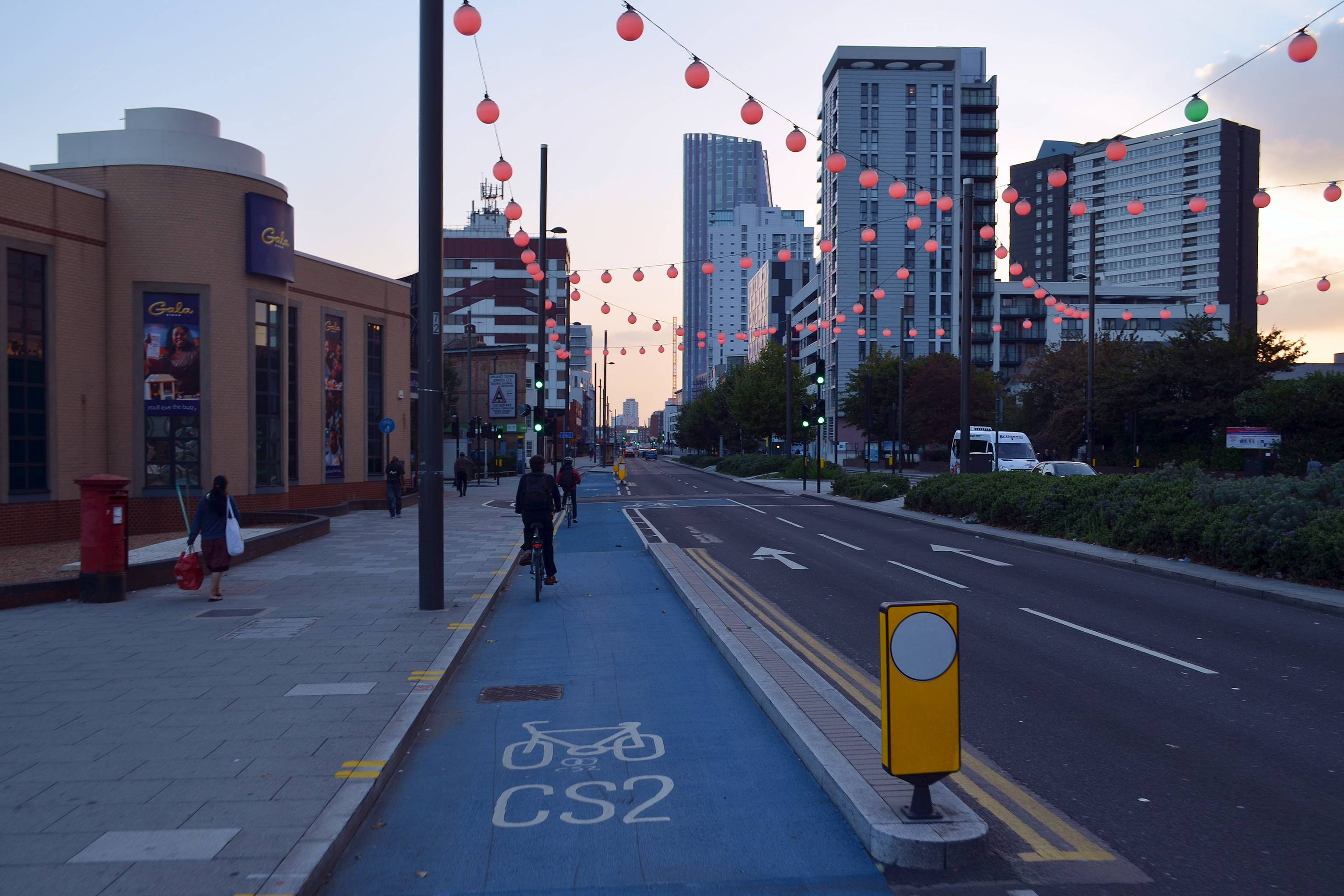
Cycle Superhighway à Londres.

Un réseau express vélo consiste en des aménagements de qualité pour permettre aux cyclistes de circuler vite et en sécurité. Cela inclut de la signalisation dédiée, des marquages au sol, des voies larges (au moins 2,5 m pour une piste unidirectionnelle et 3,5 m pour une piste bidirectionnelle) et une séparation nette avec la voirie des véhicules motorisés,.

## Réseaux

### Belgique

Réseau des cyclostrades (fietssnelwegen) en Flandre (excluant le réseau bruxellois).

- Le RER Vélo à Bruxelles, en projet depuis 2012[5].
- Les 5 provinces flamands jalonnent chacune un réseau utilitaire vélo (en néerlandais Bovenlokaal Functioneel Fietsroutenetwerk)[6]). Il s'agit d'un réseau à mailles fines : tous les centres-bourgs voisins et les quartiers des villes sont reliés par des infrastructures cyclables (ou des routes à faible trafic automobile). Cette infrastructure est en construction : les routes où la qualité est insuffisante sont l'objet d'investissements des communes (ou de la Région flamande en cas d'une route nationale, qui, en général, devrait également être équipée d'une piste cyclable de qualité), complétés par les provinces. Ils sont partiellement équipés de panneaux de signalisation avec la destination.
- Le plus haut niveau des routes des réseaux mentionnés ci-dessus (gérées par les provinces de Flandre ainsi que la Région de Bruxelles-Capitale), forme le réseau des cyclostrades (en néerlandais fietssnelweg), un réseau numéroté plus grossier de 2700 km de pistes cyclables utilitaires de qualité, typiquement entre les villes et adapté aux trajets linéaires à vélo de 20 à 30 kilomètres, avec peu d'intersections avec la circulation motorisée. En 2022, 50 % était aménagé[7], et alors elles ont une signalisation spécifique.
- Au-delà de ces deux niveaux de réseaux provinciaux, chaque ville a son propre réseau vélo utilitaire local. Certains sont signalés : la ville de Gand a un réseau points-nœuds utilitaire.

### Canada
Réseau express vélo de Montréal, déployé à partir de 2020 par l'administration Plante.

### Danemark
Cycle Superhighways (en) au Danemark.

### France
En 2024, la fédération française des usagers de la bicyclette (FUB) recense 20 projets de REV, dont 16 portés par des intercommunalités et 4 par des départements ou régions.
| REV                       | Organisme                                  | Création | Objectif                   |
| ------------------------- | ------------------------------------------ | -------- | -------------------------- |
| Chronovélo,               | Grenoble-Alpes Métropole                   | 2017     | 49 km                      |
| Réseau Vélo Île-de-France | Île-de-France                              | 2020     | 750 km                     |
| Les Voies Lyonnaises      | Métropole de Lyon                          | 2021     | 355 km                     |
| REV Toulouse              | Toulouse Métropole                         | 2021     | 440 km                     |
| REV Rennes,               | Rennes Métropole                           | 2020     | 104 km                     |
| Ille et Vélo 35           | Ille-et-Vilaine                            | 2021     | 250 km                     |
| Vélolignes,               | Montpellier Méditerranée Métropole         | 2022     | 230 km                     |
| Chronovélo                | Le Mans Métropole                          | 2019     | 315 km                     |
| Vélo Plus                 | Métropole européenne de Lille              | 2023     |                            |
| Vélostras                 | Eurométropole de Strasbourg                | 2013     | 130 km                     |
| Réseau Express Vélo       | Métropole Rouen Normandie                  | 2021     | 150 km                     |
| Plan vélo                 | Métropole d'Aix-Marseille-Provence         | 2019     | 130 km                     |
| Plan vélo                 | Métropole Nice Côte d'Azur                 | 2021     | 160 km                     |
| REV Bordeaux              | Bordeaux Métropole                         | 2012     | 270 km                     |
| Grandes Voies vélo,       | Nantes Métropole                           | 2021     | 220 km                     |
| C.réseau                  | Clermont Auvergne Métropole                |          |                            |
| Vélival                   | Tours Métropole Val de Loire               | 2022     | 350 km (110 km en phase 1) |
| Lignes vélo               | Ville de Blois (coordonné avec Agglopolys) | 2023     | ~50 km                     |
| Châtel'Vélo               | Grand Châtellerault                        | 2025     | 55 km                      |
| Jalonnement cyclable      | Communauté urbaine d'Arras                 | 2025     | Création de 11 lignes      |

### Pays-Bas
Voie express entre Arnhem et Nimègue aux Pays-Bas.